# Sterren Springen Op Zaterdag
Sterren Springen Op Zaterdag ist eine Schwimm-Show, die erstmals im Jahr 2012 vom niederländischen Fernsehsender SBS 6 ausgestrahlt wurde. Mehrere prominente Kandidaten müssen in vier Liveshows den Sprung vom 10-m-Turm wagen und werden dabei von professionellen Wasserspringern angeleitet und bewertet. Das Konzept ist der deutschen Sendung TV total Turmspringen (2004–2015) entlehnt, hierüber kam es 2012 zu einem Rechtsstreit zwischen den beiden Entwicklerunternehmen. Die Show wird seit 2013 noch in 26 weiteren Ländern ausgestrahlt, darunter in Deutschland unter dem Titel Die Pool Champions – Promis unter Wasser.

## Niederländische Originalausgabe

### Erste Staffel (2012)
In der Jury saßen Frans van de Konijnenburg, Daphne Jongejans und Quintis Ristie.

#### Ergebnisse
Die Kandidaten wurden in zwei Gruppen eingeteilt. Die eine Gruppe sprang in der ersten Sendung, die zweite in der zweiten Sendung. Die sprangen im Halbfinale. Vier Kandidaten schieden dabei aus, sechs sprangen im Finale.
| Springer            | Platz | 1   | 2   | Hf    | F    |
| ------------------- | ----- | --- | --- | ----- | ---- |
| Liza Sips           | 1     | -   | 8,7 | 8,7   | 9,5  |
| Dirk Taat           | 2     | 9,0 | -   | 8,0   | 9,2  |
| Ralf Mackenbach     | 3     | -   | 9,0 | 8,0   | 9,2  |
| Raynor Arkenbout    | 4     | -   | 7,7 | 7,7   | 8,8  |
| Yuri van Gelder     | 5     | -   | 9,0 | 8,3   | 8,0  |
| Jody Bernal         | 6     | 8,7 | -   | 9,7** | -*** |
| Patty Brard         | 7     | 7,3 | -   | 6,7   |      |
| Arijan van Bavel    | 8     | 7,3 | -   | 5,7   |      |
| Liesbeth Kamerling  | 9     | 8,0 | -   | 7,3   |      |
| Kelly van der Veer  | 10    | -   | 7,7 | 5,3   |      |
| Kimberley Klaver    | 11    | 7,7 | -   | -*    |      |
| Myrthe Mylius       | 12    | -   | 8,0 |       |      |
| Kleine Viezerik     | 13    | 6,7 | -   |       |      |
| 'Terror' Jaap Amesz | 14    | -   | 6,3 |       |      |
| Justine Pelmelay    | 15    | 7,0 | -   |       |      |
| Emile Ratelband     | 16    | -   | 6,3 |       |      |
| Pauline Wingelaar   | 17    | 6,0 | -   |       |      |
| Marian Mudder       | 18    | -   | 5,0 |       |      |

Rote Ziffern geben an, wer die niedrigste Punktzahl der Woche erhielt.
Grüne Ziffern geben an, wer die höchste Punktzahl der Woche erhielt.
Der rote Balken gibt an, welche Springer in der Woche ausgeschieden sind.
Der orange Balken gibt an, welche Springe in der woche, bei den Jump-offs ausgeschieden sind.
Der hellblaue Balken gibt an, welche Springer bei den Jump-Offs weitergekommen sind.
Der goldene Balken  gibt die Erstplatzierten an.
Der silberne Balken gibt den Zweitplatzierten an.
der bronzefarbene Balken gibt den Drittplatzierten an.
* Kimberly hat sich beim Training die Nase gebrochen und konnte deshalb ihren Spring nicht durchführen.

** Obwohl Jody bereits in der ersten Sendung ausgefallen war, durfte er über eine Wildcard weitermachen, weil Kimberly ausgefallen war.

*** Jodys Trommelfell riss im Training, sodass er seinen Sprung nicht durchführen konnte.

#### Einschaltquoten
| Episoden   | Datum              | Einschaltquoten | Zuschauer in % | Top 25 |
| ---------- | ------------------ | --------------- | -------------- | ------ |
| Ausgabe 1  | 25. August 2012    | 1.523.000       | 19,2           | 5      |
| Ausgabe 2  | 1. September 2012  | 1.611.000       | 21,6           | 4      |
| Halbfinale | 8. September 2012  | 1.467.000       | 20,3           | 6      |
| Finale     | 15. September 2012 | 1.345.000       | 18,1           | 6      |

### Zweite Staffel
Nach der ersten Staffel gab Gerard Joling bekannt, dass die Show eine zweite Staffel bekommt.

## Deutsche Ausgabe
Die deutsche Adaption Die Pool Champions – Promis unter Wasser der niederländischen TV-Show Sterren Springen Op Zaterdag wurde vom 21. Juni bis zum 12. Juli 2013 auf dem Fernsehsender RTL ausgestrahlt. Es handelte sich bei der Sendung um einen Schwimmwettkampf zwischen verschiedenen prominenten Kandidaten. 2014 wurde das Format nicht fortgesetzt.

### Konzept der deutschen Ausgabe
Mehrere prominente Kandidaten müssen in vier Liveshows verschiedene Disziplinen wie Synchronschwimmen und Turmspringen bewältigen. Abwechselnd je Sendung bewältigt die Hälfte der Kandidaten die eine oder andere Sportart. Die Kandidaten werden von einer Jury mit Punkten bewertet. Zudem können die Zuschauer per Televoting abstimmen. Wer am Ende von der Jury und den Zuschauern die meisten Punkte bekommen hat, kommt in die nächste Show. Dieses Prinzip wurde von „Let’s Dance“ übernommen. Die vier Letztplatzierten müssen am Ende der Sendung bei einem gemeinsamen „Swim-Off“ antreten, bei dem sie 50 Meter schwimmen müssen. Die zwei schnellsten kommen dabei weiter.
Die Punkte der Jury und die Anrufe werden in ein 1- bis 10-Punkte-System umgewandelt. Der Kandidat mit den meisten Anrufen bzw. Punkten bekommt zehn Punkte, der mit den wenigsten einen Punkt.

### Erste Staffel (2013)
Die erste Staffel, die aus vier Folgen bestand, startete am 21. Juni 2013. Im Mai 2013 gab der Sender die Produktion der Sendung und die Kandidatenliste bekannt. Am 12. Juni 2013 wurden Nazan Eckes und Marco Schreyl für die Moderation der Show engagiert.

#### Jury
| Staffel | Juroren          | Juroren      | Juroren     | Juroren               | Juroren |
| ------- | ---------------- | ------------ | ----------- | --------------------- | ------- |
| 1       | Christian Keller | Verona Pooth | Gerd Völker | Franziska van Almsick |         |

#### Teilnehmer
| Platzierung | Kandidat(in)       | Alter | bekannt als                                                       | ausgeschieden am |
| 1.          | Magdalena Brzeska  | 34    | Turnerin und Siegerin der fünften Staffel von Let’s Dance         |                  |
| 2.          | Massimo Sinató     | 33    | Profitänzer, unter anderem bei Let’s Dance                        | 12. Juli 2013    |
| 3.          | Konny Reimann      | 57    | Unternehmer und Kandidat bei Goodbye Deutschland! Die Auswanderer | 12. Juli 2013    |
| 4.          | Carsten Spengemann | 41    | Schauspieler und Moderator                                        | 12. Juli 2013    |
| 5.          | Jan Kralitschka    | 37    | Model und „Der Bachelor“ 2013                                     | 5. Juli 2013     |
| 6.          | Thomas Drechsel    | 26    | Schauspieler                                                      | 5. Juli 2013     |
| 7.          | Carolina Noeding   | 22    | Miss Germany 2013, Schauspielerin                                 | 28. Juni 2013    |
| 8.          | Antonia aus Tirol  | 33    | Sängerin                                                          | 28. Juni 2013    |
| 9.          | Lina van de Mars   | 33    | Moderatorin                                                       | 21. Juni 2013    |
| 10.         | Melanie Müller     | 24    | Reality-TV-Darstellerin, Kandidatin bei Der Bachelor 2013         | 21. Juni 2013    |

#### Ergebnisse
| Kandidat           | Platz | 1  | 2  | 3          | 4            | 4         | Durchschnitt* |
| Kandidat           | Platz | 1  | 2  | 3          | Q            | F         | Durchschnitt* |
| ------------------ | ----- | -- | -- | ---------- | ------------ | --------- | ------------- |
| Magdalena Brzeska  | 1     | 35 | 27 | 76 (38+38) | 81 (9+35+37) | 107 (+26) | 34,00         |
| Massimo Sinató     | 2     | 31 | 32 | 65 (27+38) | 86 (8+38+40) | 124(+38)  | 34,50         |
| Konny Reimann      | 3     | 35 | 24 | 51 (33+18) | 69 (7+33+29) | 104 (+35) | 29,38         |
| Carsten Spengemann | 4     | 25 | 29 | 39 (6+33)  | 53 (7+18+28) |           | 23,86         |
| Jan Kralitschka    | 5     | 29 | 28 | 59 (27+32) |              |           | 29,00         |
| Thomas Drechsel    | 6     | 24 | 26 | 55 (22+33) |              |           | 26,25         |
| Caroline Noeding   | 7     | 30 | 22 |            |              |           | 26,00         |
| Antonia aus Tirol  | 8     | 32 | 23 |            |              |           | 27,50         |
| Lina van de Mars   | 9     | 26 |    |            |              |           | 26,00         |
| Melanie Müller     | 10    | 23 |    |            |              |           | 23,00         |

Angegeben ist jeweils die Wertung der Jury
Q = Qualifikation zum Finalsprung
F = Finalsprung (mit Summe aller Punkte aus dem Finale)
Grüne Zahlen: höchste erreichte Jury-Punktzahl der Show
Rote Zahlen: niedrigste erreichte Jury-Punktzahl der Show
Kandidat musste ins Schwimmduell und kam dort weiter
Kandidat musste ins Schwimmduell und schied dort aus
Kandidat schied im Finale aus
* Für die Durchschnittsberechnung wurde die erste Bewertung der 4. Show vierfach gezählt, da vollwertige Vorführung und gemeinsame Jurywertung der vier Juroren

#### Ausgabe 1
Jurybewertungen
| Kandidat            | Punkte | Punkte | Punkte | Punkte | Punkte | Disziplin         | Musik                                 |
| Kandidat            | CK     | VP     | GV     | FvA    | Σ      | Disziplin         | Musik                                 |
| ------------------- | ------ | ------ | ------ | ------ | ------ | ----------------- | ------------------------------------- |
| Caroline Noeding    | 7      | 7      | 9      | 7      | 30     | Synchronschwimmen | Ellie Goulding – Lights               |
| Thomas Drechsel     | 4      | 7      | 7      | 6      | 24     | Synchronschwimmen | Fred Strittmatter – Happy Theme       |
| Lina van de Mars    | 8      | 5      | 7      | 6      | 26     | Turmspringen      |                                       |
| Carsten Sprengemann | 7      | 6      | 6      | 6      | 25     | Synchronschwimmen | Johnny Cash – Ring of Fire            |
| Jan Kralitschka     | 8      | 7      | 7      | 7      | 29     | Turmspringen      |                                       |
| Antonia aus Tirol   | 9      | 8      | 7      | 8      | 32     | Synchronschwimmen | Anton feat. DJ Ötzi – Anton aus Tirol |
| Massimo Sinato      | 8      | 8      | 7      | 8      | 31     | Turmspringen      |                                       |
| Magdalena Brzeska   | 10     | 8      | 9      | 8      | 35     | Synchronschwimmen | P!nk – Just Give Me A Reason          |
| Melanie Müller      | 6      | 6      | 5      | 6      | 23     | Turmspringen      |                                       |
| Konny Reimann       | 9      | 10     | 7      | 9      | 35     | Turmspringen      |                                       |

Endstand nach Jury- und Zuschauerwertung
| Kandidat           | Platz | Ergebnisse   | Ergebnisse      | Gesamtpunkte |
| Kandidat           | Platz | Juryergebnis | Telefonergebnis | Gesamtpunkte |
| ------------------ | ----- | ------------ | --------------- | ------------ |
| Konny Reimann      | 1     | 10           | 10              | 20           |
| Magdalena Brzeska  | 2     | 10           | 9               | 19           |
| Jan Kralitschka    | 3     | 5            | 7               | 12           |
| Massimo Sinató     | 4     | 7            | 5               | 12           |
| Antonia aus Tirol  | 5     | 8            | 3               | 11           |
| Thomas Drechsel    | 6     | 2            | 8               | 10           |
| Caroline Noeding   | 7     | 6            | 4               | 10           |
| Melanie Müller     | 8     | 1            | 6               | 7            |
| Carsten Spengemann | 9     | 3            | 2               | 5            |
| Lina van de Mars   | 10    | 4            | 1               | 5            |

Angegeben sind die Jurypunkte und die Punkte aus der Telefonabstimmung
Kandidat musste ins Schwimmduell
Swim-Off
Die vier Letztplatzierten müssen ins sogenannte Swim-Off. Dort müssen sie 2 × 25 Meter schwimmen. Die zwei Schnellsten kommen weiter. Die männlichen Teilnehmer starteten 4 Sekunden nach dem Start der weiblichen Teilnehmer.
| Teilnehmer         | Teilnehmer          |
| Name               | Zeit                |
| ------------------ | ------------------- |
| Carsten Spengemann | 00:34,48 + 00:04,00 |
| Caroline Noeding   | 00:46,48 + 00:04,00 |
| Lina van de Mars   | 00:50,85            |
| Melanie Müller     | 00:51,91            |

#### Ausgabe 2
Jurybewertungen
| Kandidat            | Punkte | Punkte | Punkte | Punkte | Punkte | Disziplin         | Musik                                            |
| Kandidat            | CK     | VP     | GV     | FvA    | Σ      | Disziplin         | Musik                                            |
| ------------------- | ------ | ------ | ------ | ------ | ------ | ----------------- | ------------------------------------------------ |
| Thomas Drechsel     | 5      | 7      | 8      | 6      | 26     | Turmspringen      |                                                  |
| Carsten Sprengemann | 7      | 8      | 8      | 6      | 29     | Turmspringen      |                                                  |
| Massimo Sinato      | 8      | 9      | 7      | 8      | 32     | Synchronschwimmen | Daft Punk – Get Lucky                            |
| Jan Kralitschka     | 7      | 7      | 7      | 7      | 28     | Synchronschwimmen | Nickelback – Hero                                |
| Caroline Noeding    | 5      | 7      | 4      | 6      | 22     | Turmspringen      |                                                  |
| Antonia aus Tirol   | 5      | 6      | 6      | 6      | 23     | Turmspringen      |                                                  |
| Konny Reimann       | 4      | 8      | 6      | 6      | 24     | Synchronschwimmen | Ennio Morricone – The Good, the Bad and the Ugly |
| Magdalena Brzeska   | 5      | 8      | 7      | 7      | 27     | Turmspringen      |                                                  |

Endstand nach Jury- und Zuschauerwertung
| Kandidat           | Platz | Ergebnisse   | Ergebnisse      | Gesamtpunkte |
| Kandidat           | Platz | Juryergebnis | Telefonergebnis | Gesamtpunkte |
| ------------------ | ----- | ------------ | --------------- | ------------ |
| Massimo Sinató     | 1     | 8            | 5               | 13           |
| Konny Reimann      | 2     | 3            | 8               | 11           |
| Thomas Drechsel    | 3     | 4            | 7               | 11           |
| Magdalena Brzeska  | 4     | 5            | 6               | 11           |
| Jan Kralitschka    | 5     | 6            | 4               | 10           |
| Carsten Spengemann | 6     | 7            | 1               | 8            |
| Caroline Noeding   | 7     | 1            | 3               | 4            |
| Antonia aus Tirol  | 8     | 2            | 2               | 4            |

Angegeben sind die Jurypunkte und die Punkte aus der Telefonabstimmung
Kandidat musste ins Schwimmduell
Swim-Off
Die vier Letztplatzierten müssen ins sogenannte Swim-Off. Dort müssen sie 2 × 25 Meter schwimmen. Die zwei Schnellsten kommen weiter. Die männlichen Teilnehmer starteten circa 4,5 Sekunden nach dem Start der weiblichen Teilnehmer.
| Teilnehmer         | Teilnehmer          |
| Name               | Zeit                |
| ------------------ | ------------------- |
| Carsten Spengemann | 00:37,97 + 00:04,50 |
| Jan Kralitschka    | 00:40,78 + 00:04,50 |
| Caroline Noeding   | 00:54,78            |
| Antonia aus Tirol  | 01:01,05            |

#### Ausgabe 3
Jurybewertungen
| Kandidat           | Punkte | Punkte | Punkte | Punkte | Punkte | Disziplin         | Musik                                            |
| Kandidat           | CK     | VP     | GV     | FvA    | Σ      | Disziplin         | Musik                                            |
| ------------------ | ------ | ------ | ------ | ------ | ------ | ----------------- | ------------------------------------------------ |
| Carsten Spengemann | 1      | 2      | 1      | 2      | 6      | Turmspringen      |                                                  |
| Carsten Spengemann | 8      | 9      | 8      | 8      | 33     | Synchronschwimmen | Depeche Mode – Personal Jesus                    |
| Thomas Drechsel    | 6      | 5      | 6      | 5      | 22     | Turmspringen      |                                                  |
| Thomas Drechsel    | 7      | 9      | 8      | 9      | 33     | Synchronschwimmen | Cro – Einmal um die Welt                         |
| Jan Kralitschka    | 7      | 8      | 6      | 6      | 27     | Turmspringen      |                                                  |
| Jan Kralitschka    | 8      | 8      | 8      | 8      | 32     | Synchronschwimmen | Bruno Mars – Marry You                           |
| Massimo Sinato     | 7      | 8      | 6      | 6      | 27     | Turmspringen      |                                                  |
| Massimo Sinato     | 10     | 9      | 9      | 10     | 38     | Synchronschwimmen | Michael Jackson – Don’t Stop ’til You Get Enough |
| Konny Reimann      | 8      | 9      | 7      | 9      | 33     | Turmspringen      |                                                  |
| Konny Reimann      | 3      | 7      | 5      | 4      | 19     | Synchronschwimmen | The Beach Boys – Surfin’ U.S.A.                  |
| Magdalena Brzeska  | 9      | 10     | 9      | 10     | 38     | Turmspringen      |                                                  |
| Magdalena Brzeska  | 9      | 10     | 10     | 9      | 38     | Synchronschwimmen | Alicia Keys – Girl on Fire                       |

Endstand nach Jury- und Zuschauerwertung
| Kandidat           | Platz | Ergebnisse   | Ergebnisse      | Gesamtpunkte |
| Kandidat           | Platz | Juryergebnis | Telefonergebnis | Gesamtpunkte |
| ------------------ | ----- | ------------ | --------------- | ------------ |
| Magdalena Brzeska  | 1     | 6            | 6               | 12           |
| Massimo Sinató     | 2     | 5            | 3               | 8            |
| Konny Reimann      | 3     | 2            | 5               | 7            |
| Thomas Drechsel    | 4     | 3            | 4               | 7            |
| Jan Kralitschka    | 5     | 4            | 1               | 5            |
| Carsten Spengemann | 6     | 1            | 2               | 3            |

Angegeben sind die Jurypunkte und die Punkte aus der Telefonabstimmung
Kandidat musste ins Schwimmduell
Swim-Off
Die drei Letztplatzierten müssen ins sogenannte Swim-Off. Dort müssen sie 2 × 25 Meter schwimmen. Der Schnellste kommt weiter.
| Teilnehmer         | Teilnehmer |
| Name               | Zeit       |
| ------------------ | ---------- |
| Carsten Spengemann | 00:31,71   |
| Jan Kralitschka    | 00:35,16   |
| Thomas Drechsel    | 00:48,06   |

#### Ausgabe 4
Jurybewertungen
| Kandidat           | Punkte               | Punkte               | Punkte               | Punkte               | Punkte | Disziplin         | Musik                                       |
| Kandidat           | CK                   | VP                   | GV                   | FvA                  | Σ      | Disziplin         | Musik                                       |
| ------------------ | -------------------- | -------------------- | -------------------- | -------------------- | ------ | ----------------- | ------------------------------------------- |
| Konny Reimann      | (gemeinsame Wertung) | (gemeinsame Wertung) | (gemeinsame Wertung) | (gemeinsame Wertung) | 7      | Synchronschwimmen |                                             |
| Konny Reimann      | 9                    | 9                    | 6                    | 9                    | 33     | Turmspringen      |                                             |
| Konny Reimann      | 7                    | 8                    | 7                    | 7                    | 29     | Synchronschwimmen | Survivor – Eye of the Tiger                 |
| Konny Reimann      | 9                    | 9                    | 8                    | 9                    | 35     | Turmspringen      |                                             |
| Carsten Spengemann | (gemeinsame Wertung) | (gemeinsame Wertung) | (gemeinsame Wertung) | (gemeinsame Wertung) | 7      | Synchronschwimmen |                                             |
| Carsten Spengemann | 4                    | 5                    | 4                    | 5                    | 18     | Turmspringen      |                                             |
| Carsten Spengemann | 6                    | 7                    | 8                    | 7                    | 28     | Synchronschwimmen | The Rolling Stones – Sympathy for the Devil |
| Massimo Sinato     | (gemeinsame Wertung) | (gemeinsame Wertung) | (gemeinsame Wertung) | (gemeinsame Wertung) | 8      | Synchronschwimmen |                                             |
| Massimo Sinato     | 9                    | 10                   | 9                    | 10                   | 38     | Turmspringen      |                                             |
| Massimo Sinato     | 10                   | 10                   | 10                   | 10                   | 40     | Synchronschwimmen | Robbie Williams – Let Me Entertain You      |
| Massimo Sinato     | 10                   | 10                   | 9                    | 9                    | 38     | Turmspringen      |                                             |
| Magdalena Brzeska  | (gemeinsame Wertung) | (gemeinsame Wertung) | (gemeinsame Wertung) | (gemeinsame Wertung) | 9      | Synchronschwimmen |                                             |
| Magdalena Brzeska  | 8                    | 9                    | 9                    | 9                    | 35     | Turmspringen      |                                             |
| Magdalena Brzeska  | 9                    | 10                   | 9                    | 9                    | 37     | Synchronschwimmen | Emeli Sandé – Beneath Your Beautiful        |
| Magdalena Brzeska  | 6                    | 6                    | 7                    | 7                    | 26     | Turmspringen      |                                             |

Qualifikation zum Finalsprung
| Kandidat           | Platz | Ergebnisse   | Ergebnisse      | Gesamtpunkte |
| Kandidat           | Platz | Juryergebnis | Telefonergebnis | Gesamtpunkte |
| ------------------ | ----- | ------------ | --------------- | ------------ |
| Magdalena Brzeska  | 1     | 3            | 4               | 7            |
| Massimo Sinató     | 2     | 4            | 3               | 7            |
| Konny Reimann      | 3     | 2            | 2               | 4            |
| Carsten Spengemann | 4     | 1            | 1               | 2            |

Angegeben sind die Jurypunkte und die Punkte aus der Telefonabstimmung
Kandidat ist ausgeschieden
Finalsprung
| Kandidat          | Platz | Ergebnisse   | Ergebnisse      | Gesamtpunkte |
| Kandidat          | Platz | Juryergebnis | Telefonergebnis | Gesamtpunkte |
| ----------------- | ----- | ------------ | --------------- | ------------ |
| Magdalena Brzeska | 1     | 2            | 3               | 5            |
| Massimo Sinató    | 2     | 3            | 2               | 5            |
| Konny Reimann     | 3     | 1            | 1               | 2            |

Angegeben sind die Jurypunkte und die Punkte aus der Telefonabstimmung
Kandidat ist ausgeschieden

#### Einschaltquoten
| Ausgabe   | Datum         | Zuschauer           | Zuschauer       | Marktanteil         | Marktanteil     |
| Ausgabe   | Datum         | Gesamt (ab 3 Jahre) | 14 bis 49 Jahre | Gesamt (ab 3 Jahre) | 14 bis 49 Jahre |
| --------- | ------------- | ------------------- | --------------- | ------------------- | --------------- |
| Ausgabe 1 | 21. Juni 2013 | 3,01 Mio.           | 1,67 Mio.       | 12,0 %              | 18,7 %          |
| Ausgabe 2 | 28. Juni 2013 | 2,31 Mio.           | 1,17 Mio.       | 8,7 %               | 12,7 %          |
| Ausgabe 3 | 5. Juli 2013  | 2,25 Mio.           | 1,15 Mio.       | 10,1 %              | 14,7 %          |
| Ausgabe 4 | 12. Juli 2013 | 2,16 Mio.           | 1,01 Mio.       | 9,8 %               | 12,3 %          |

#### Kritik
„Über fast drei Stunden lieferte der Kölner Sender hier totale Langeweile ab, der es nicht nur an Klasse fehlte. […] Konzeptionell befindet sich die Sendung irgendwo zwischen dem «TV Total Turmspringen» und «Let's Dance». […] Doch tragischerweise nehmen die «Pool Champions» noch kein Ende. […] Wie man diese ohne Aufputschmittel überstehen soll, ist dem Betrachter nach der Auftaktfolge aber ein komplettes Rätsel. Nach drei Stunden pseudo-professionellen Performances auf viel zu schwachem Niveau, einer inspirationsarmen Jury, langen Einspielern bei sehr kurzen Wasser-Performances und mäßigen Moderationen von Eckes und Schreyl fragt man sich ernsthaft, warum man sich dieses Event noch einmal antun sollte.“

„[…] die neue Sendung [gleicht] […] einem sommerlichen Betriebsausflug ins Schwimmbad der Hauptstadt. […] bei den ‚Pool Champions‘ [wurde] […] unfassbar viel gesprochen. […] Am Ende entpuppte sich die Show als so wenig innovativ wie das Teilnehmerfeld, und alles wirkte, als habe man mal eben das Konzept von ‚Let’s dance‘ in die Wasserwelt übertragen. […] Eine Show ins Hallenbad zu verlagern, während draußen sommerliche Temperaturen herrschen, ist vermutlich nicht die beste Idee. […] Als sommerliche Nebenbei-Berieselung taugt die Show aber trotzdem – und wenn man es schafft, bis zu den letzten Minuten durchzuhalten, kommt sogar noch so etwas wie ein Hauch von Spannung auf. Nicht, weil Moderator Marco Schreyl seine aus ‚Deutschland sucht den Superstar‘ bekannten Sätze nochmal aus der Kiste kramen durfte, sondern weil der ‚Swim-Off‘ um die Teilnahme an der nächsten Show zum echten Kopf-an-Kopf-Schwimmen geriet.“

## Andere internationale Ausgaben
Das Serienformat Splash! (Platsch!) bzw. Celebrity Splash! ist direkt aus der niederländischen Serie bzw. von deren Vorbild TV total Turmspringen abgeleitet, beschränkt sich aber meist auf die Disziplin Wasserspringen. Als Preisrichter konnten in den meisten Fällen ehemalige und aktuelle Profispringer engagiert werden. So gewannen beispielsweise die Juroren Li Na (), David Boudia () und Matthew Mitcham () bereits olympisches Gold im Turmspringen (Einzel und Synchron) bei den Spielen seit der Jahrtausendwende. In Großbritannien wurde zusätzlich der Aktive Tom Daley als Mentor / Trainer und ITV-Aushängeschild gewonnen, Daley nahm sich dafür nach London 2012 zwei kurze Auszeiten von seiner Vorbereitung auf Rio 2016. Auch Boudia trat 2016 noch einmal an.
| Land                   | offizieller Titel                                            | Fernsehsender          | Staffel, Jahr: Gewinner | Jury | Moderatoren                                                                                                 |
| ---------------------- | ------------------------------------------------------------ | ---------------------- | --- | --- | --- |
| Argentinien            | Celebrity Splash!                                            | Telefe                 | Staffel 1, 2013: Nazareno Móttola                                                                                                  | Pampita Ardohain Maximiliano Guerra Miguel Ángel Rodríguez Mariana Montes                                | Marley Wiebe                                                                                                |
| Australien             | Celebrity Splash!                                            | Seven Network          | Staffel 1, 2013: Andrew Symonds | Alisa Camplin Greg Louganis Matthew Mitcham                                                              | Larry Emdur Kylie Gillies                                                                                   |
| Belgien                | De Grote Sprong                                              | vtm                    | Staffel 1, 2013: Tanja Dexters | Frans Van De Konijnenburg Anna Bader Fréderic Deburghgraeve                                              | Kürt Rogiers Evi Hanssen                                                                                    |
| Brasilien              | Saltibum                                                     | Rede Globo             | Staffel 1, 2014: Rômulo Neto Staffel 2, 2015: Priscila Fantin & Rodrigo Simas Staffel 3, 2016: Maíra Charken & Bruno Chateaubriand | Eduardo Falcão (S1–) Roberto Biagioni (S2–) Hugo Parisi (S1)                                             | Luciano Huck                                                                                                |
| Chile                  | Salta si puedes!                                             | Chilevisión            | Staffel 1, 2013: Katherine Orellana Staffel 2, 2013: Cristián Menares                                                              | Sebastián Keitel Francisca García-Huidobro Yoel Gutiérrez Sergio Freire                                  | Rafael Araneda Carolina de Moras                                                                            |
| Volksrepublik China    | 中国星跳跃 Zhōngguó xīng tiàoyuè (Chinesisches Starspringen) | Zhejiang TV            | Staffel 1, 2013: Xian Zi | Zhou Jihong Li Na Li Xiaopeng Zhang Tielin                                                               | Huang Jianxiang Yi Yi (chn: 伊一)                                                                           |
| Finnland               | Splash!                                                      | Nelonen                | Staffel 1, 2013: Martina Aitolehti                                                                                                 | Joona Puhakka Janne Kataja Rosa Meriläinen                                                               | Ellen Jokikunnas Sebastian Rejman                                                                           |
| Frankreich             | Splash: le grand plongeon                                    | TF1                    | Staffel 1, 2013: Clément Lefert | Laure Manaudou Taïg Khris Muriel Hermine Grégory Couratier                                               | Estelle Denis Gérard Vives Julie Taton                                                                      |
| Griechenland           |                                                              | ANT1                   | Staffel 1, 2014 | | |
| Italien                | Jump! Stasera mi tuffo                                       | Canale 5               | Staffel 1, 2013: Stefano Bettarini                                                                                                 | Giorgio Cagnotto Alessia Filippi Anna Paola Concia Maurizio „Mister Ok“ Palmulli Paolo Bonolis           | Teo Mammucari                                                                                               |
| Südkorea               | Splash                                                       | MBC                    | aus Sicherheitsgründen abgebrochen                                                                                                 | | Shin Dong-yup Jun Hyun-moo                                                                                  |
| Libanon                | Splash                                                       | LBCI                   | Staffel 1, 2013: Silvio Chiha Staffel 2, 2014                                                                                      | Elie Saad Sandrine Atallah Todor Spasov                                                                  | Rola Bahnam Aiman Kaissouni                                                                                 |
| Litauen                | Šuolis!                                                      | TV3 Lithuania          | Staffel 1, 2014: Eglė Straleckaitė                                                                                                 | Ignas Barkauskas Kęstutis Autukas                                                                        | Monika Vaičiulytė Mindaugas Stasiulis                                                                       |
| Mexiko                 | El gran chapuzón                                             | Canal de las Estrellas | Staffel 1, 2014: Maya Karunna | Yahel Castillo Paola Espinosa Tatiana Ortiz                                                              | Alan Tacher                                                                                                 |
| Norwegen               | Skal vi stupe                                                | TV 2                   | Staffel 1, 2013: | TBC | Freddy dos Santos Sarah Natasha Melbye                                                                      |
| Polen                  | Celebrity Splash!                                            | Polsat                 | Staffel 1, 2015: Andrzej Szczęsny                                                                                                  | Otylia Jędrzejczak Tomasz Zimoch Danuta Stenka                                                           | Krzysztof Jankowski Łukasz Grass                                                                            |
| Portugal               | Splash! Celebridades                                         | SIC                    | Staffel 1, 2013: Ricardo Guedes Staffel 2, 2013: Pedro Azevedo                                                                     | Marco Horácio Sílvia Rita Simão Morgado Ricardo Guedes (S2)                                              | Júlia Pinheiro Rui Unas                                                                                     |
| Rumänien               | Splash! Vedete la Apă                                        | Antena 1               | Staffel 1, 2013: Piticu` Staffel 2, 2014: Cosmin Soare Staffel 3, 2015: Vladimir Drăghia                                           | Ozana Barabancea (2–) Cosmin Seleși (2–) Cătălin Preda (1–) Anda Adam (1) Daniel Buzdugan (1)            | Pepe (1–) Diana Munteanu (3–) Alina Pușcaș (3–) Roxana Ionescu (1–2) Roxana Vancea (1) Bianca Drăgușanu (2) |
| Russland               | Вышка Vyshka (Turm)                                          | Perwy kanal            | Staffel 1, 2013: Maksim Sharafutdinov                                                                                              | Stanislav Sadal’skiy Emmanuel Vitorgan Tatyana Ustinova Elena Waicehovskaya Dmitriy Dibrov Andrey Urgant | Viktor Vasiliev Katerina Shpica                                                                             |
| Spanien                | Splash! Famosos al agua                                      | Antena 3               | Staffel 1, 2013: Gervasio Deferr                                                                                                   | Guti Emilio Ratia Santiago Segura Anna Tarrés                                                            | Arturo Valls Ainhoa Arbizu                                                                                  |
| Schweden               | Kändishoppet                                                 | TV3                    | Staffel 1, 2013: Tobbe Blom Staffel 2, 2013: Frank Andersson                                                                       | | Adam Alsing Carin da Silva                                                                                  |
| Türkei                 | Ben Burdan Atlarım                                           | Show TV                | | | Chloe Loughnan                                                                                              |
| Ukraine                | Вишка Vyshka (Ein Turm)                                      | 1+1                    | Staffel 1, 2013: Olga Harlan | Vladimir Zelenskiy Tamara Tokmachova Dmitry Sautin                                                       | Solomiya Vitvitska Andriy Domanskyi                                                                         |
| Vereinigte Staaten     | Splash                                                       | ABC                    | Staffel 1, 2013: Rory Bushfield | David Boudia Steve Foley                                                                                 | Joey Lawrence Charissa Thompson                                                                             |
| Vereinigtes Königreich | Splash!                                                      | ITV                    | Staffel 1, 2013: Eddie „The Eagle“ Edwards Staffel 2, 2014: Perri Kiely                                                            | Andy Banks Jo Brand Leon Taylor                                                                          | Gabby Logan Vernon Kay                                                                                      |